# 馬爾卡波馬科查區
馬爾卡波馬科查區（西班牙語：Distrito de Marcapomacocha），是秘魯的一個區，位於該國中部胡寧大區的堯利省，面積888.56平方公里，海拔高度4,415米，2005年人口1,001，人口密度每平方公里1.1人。